# 小行星5607
小行星5607（英語：5607）是一颗围绕太阳公转的小行星。1993年3月12日，上田清二、金田宏在钏路市发现了此天体。
这颗小行星的绝对星等为206.14643等。